# Pomeranian (Schiff)
Die Pomeranian war ein 1882 in Dienst gestelltes Passagierschiff, das ab 1887 von der kanadisch-britischen Reederei Allan Line als Transatlantikdampfer auf dem Nordatlantik eingesetzt wurde und Passagiere, Fracht und Post zwischen Großbritannien, Kanada und den Vereinigten Staaten beförderte. 1917 ging das Schiff durch die Übernahme der Allan Line in die Flotte der Canadian Pacific Line über. Am 15. April 1918 wurde das Schiff im Ärmelkanal von einem deutschen U-Boot versenkt.

## Das Schiff
Das 4.364 BRT große Dampfschiff wurde auf der Werft Earle’s Shipbuilding and Engineering Company in der englischen Hafenstadt Kingston upon Hull gebaut und lief am 6. Mai 1882 vom Stapel. Der aus Eisen gefertigte Schiffsrumpf war 116,13 Meter lang, 13,35 Meter breit und hatte einen maximalen Tiefgang von 10,08 Metern. Der Dampfer wurde zunächst von einer zweizylindrigen Verbunddampfmaschine von Earle’s Shipbuilding angetrieben, deren 316 nominale Pferdestärken auf einen einzelnen Propeller wirkten und eine Geschwindigkeit von elf Knoten (20,4 km/h) ermöglichten. Er war mit einem Schornstein und vier Masten mit der Takelage eines Schoners versehen und hatte zwei Decks. In den Passagierunterkünften war Platz für 40 Passagiere der Ersten, 60 der Zweiten und 1000 der Dritten Klasse.

## Geschichte
Der Dampfer wurde für die 1870 gegründete Reederei Royal Exchange Shipping Company Ltd., meistens Monarch Line genannt, gebaut und auf den Namen Grecian Monarch getauft. In den ersten zehn Jahren ihres Bestehens betrieb die Reederei nur Segelschiffe, die das Mittelmeer und den Fernen Osten anliefen. Im Jahr 1880 eröffnete sie jedoch einen Liniendienst von London nach New York, für den eine kleine Flotte von Dampfschiffen gebaut wurde. Am 13. August 1882 lief die Grecian Monarch in London zu ihrer Jungfernfahrt nach New York aus. Zu ihrer letzten Reise auf dieser Route legte sie am 26. November 1886 ab.
1887 wurde sie von der Allan Line gekauft, da die Monarch Line infolge einer Krise Ende 1886 liquidiert wurde. Die Grecian Monarch wurde im Zuge der Übernahme in Pomeranian umbenannt. Auch die 1880 in Dienst gestellte Assyrian Monarch ging an die Allan Line und erhielt den Namen Assyrian. Die erste Fahrt auf der neuen Route London–Montreal begann die Pomeranian am 8. September 1887. Ab August 1889 fuhr das Schiff von Glasgow über Quebec nach Montreal und ab April 1891 von Glasgow nach New York. Im Februar 1893 geriet die Pomeranian auf hoher See in einen schweren Sturm, der die Kommandobrücke, den Kartenraum und einen Teil des Salons wegriss und den Kapitän, den Zweiten und Dritten Maat, vier Seeleute und vier Passagiere das Leben kostete.
Das Schiff wurde in Glasgow repariert und zwei ihrer vier Masten wurden entfernt. Am 11. Mai 1893 nahm sie ihren Dienst auf der Route Glasgow–Québec–Montreal wieder auf. Im Jahr 1900 wurde die Pomeranian vorübergehend als Maultiertransporter im Zweiten Burenkrieg eingesetzt. Zu diesem Zweck wurden zwischen dem Vordermast und dem Schornstein hölzerne Stallungen für die Tiere errichtet. Anschließend wurde das Schiff wieder der Allan Line übergeben. 1902 wurden größeren Umbaumaßnahmen vorgenommen, in deren Zuge die bisherige Maschinerie durch neue Dreifachexpansions-Dampfmaschinen von William Denny and Brothers ersetzt wurde, die mit 550 nominalen Pferdestärken deutlich mehr leisteten als die bisherigen und dem Schiff eine Geschwindigkeit von zwölf Knoten (22,2 km/h) ermöglichten. 1908 wurde die Erste Klasse abgeschafft und die Unterkünfte wurden umgebaut, sodass nur noch Passagen der Zweiten und Dritten Klasse gebucht werden konnten.
Ab dem 6. Mai 1905 dampfte die Pomeranian sieben Jahre lang von London nach Montreal. Am 9. Mai 1912 unternahm sie ihre erste Reise von Liverpool nach Philadelphia. Von Juni bis Dezember 1912 fuhr sie von London über Saint John nach Halifax. In den folgenden Jahren lief sie wieder Philadelphia und Portland an.
1917 kam die Pomeranian unter das Management der in Montreal sitzenden Reederei Canadian Pacific Line, der Schifffahrtsabteilung der Canadian Pacific Railway (CPR). Bereits 1913 hatte eine Partnerschaft zwischen CPR und der Allan Line begonnen. Nachdem 1914 ein Großteil der CPR-Flotte für den Kriegsdienst eingezogen worden war, schmolzen die Flotten beider Unternehmen 1915 zusammen und bildeten einen gemeinsamen Liniendienst, die Canadian Pacific Ocean Services (CPOS). Am 10. Januar 1916 wurde der Beschluss zur Übernahme der Allan Line bekannt gegeben und 1917 hörte die Reederei auf zu existieren.

## Versenkung
Am Sonnabend, dem 13. April 1918 legte die Pomeranian in London unter dem Kommando von Kapitän Alexander Maxwell zu einer Überfahrt nach Saint John ab. Ihm unterstand eine 54-köpfige Mannschaft. Daneben war zusätzlich ein Lotse an Bord. Das Schiff hatte 177 Tonnen Kreide, 129 Tonnen Bleicherde und 340 Tonnen allgemeine Güter an Bord. Passagiere waren auf dieser Fahrt nicht dabei. Am frühen Morgen des 15. April 1918 fuhr die Pomeranian im Zickzackkurs bei ruhiger, glatter See durch den Ärmelkanal. Neun Seemeilen nordwestlich der Landspitze Portland Bill an der Südspitze der Isle of Portland, einem kleinen Landvorsprung an der Küste der südenglischen Grafschaft Dorset, wurde der Dampfer von UC 77, einem deutschen U-Boot  unter dem Kommando von Oberleutnant zur See Johannes Ries, gesichtet. An Bord des Dampfers bemerkte niemand das U-Boot.
Obwohl die Pomeranian fast mit voller Geschwindigkeit und im Zickzackkurs fuhr, setzte Ries sein U-Boot in Position und begann einen Angriff. Er schoss um 05:30 Uhr morgens einen Torpedo ab, der in Bugnähe in die Backbordseite der Pomeranian einschlug. Die Detonation zerstörte die Mannschaftsunterkünfte im Bug und riss ein großes Loch in den Rumpf, in den sich große Mengen Seewasser ergossen. Durch die Vorwärtsbewegung der Pomeranian wurde dies noch beschleunigt. Das Schiff krängte schwer nach Backbord und ging innerhalb weniger Minuten unter.
Von den 56 Menschen an Bord überlebte als einziger der zweite Maschinist William Bell. Bell kletterte in das Krähennest, das nach dem Untergang des Schiffs in flachem Gewässer noch aus dem Wasser ragte. Vier Stunden später wurde er von der Yacht Lorna gerettet und nach Weymouth gebracht. Zerstörer der Royal Navy suchten die Umgebung in einem Radius von 20 Meilen ab, fanden aber weder Leichen noch Rettungsboote oder Flöße. Die britische Admiralität ging davon aus, dass die meisten Besatzungsmitglieder unmittelbar durch den Torpedotreffer in den Mannschaftsunterkünften umgekommen waren.
Das Wrack der Pomeranian liegt auf den Koordinaten 50° 33′ 34″ N, 2° 41′ 20″ W in 29 bis 39 Metern Tiefe und ist in zwei Teile zerbrochen. Es liegt mit Schlagseite nach Steuerbord auf einem sandigen und felsigen Untergrund und ist von einem Trümmerfeld umgeben. Die Schiffsglocke wurde bereits geborgen.